# Raymond de Termes
Raymond de Termes (1170 - †1210) Seigneur de Termes. Seigneur occitan lors de la Croisade des Albigeois.
Seigneur du château de Termes lors du siège en 1210, il abandonne la forteresse, à la suite de la contamination de la citerne.
Il sera capturé et mis en prison à Carcassonne par Simon de Montfort.
Un de ses fils, Olivier de Termes, deviendra alors l'un des faydits (chevaliers dévoués à la cause cathare) les plus importants, avec Chabert de Barbaira, seigneur de Quéribus, et Jacques Taudou seigneur de Villemagne, puis épousera la cause du roi de France.